# Jeff Wood
Jeff Wood, all'anagrafe Jeffrey Reginald Wood (Islington, 4 febbraio 1954) è un allenatore di calcio ed ex calciatore inglese, di ruolo portiere.

## Carriera

### Giocatore
Dopo aver giocato nelle giovanili del Cambridge Utd nel 1975 passa ai londinesi del Charlton, militanti nella seconda divisione inglese, con i quali all'età di 21 anni esordisce tra i professionisti; rimane in squadra dal 1975 al 1982, per un totale di 147 partite di campionato giocate nell'arco di sette stagioni, sei delle quali trascorse in terza divisione (fa eccezione la sola stagione 1980-1981, trascorsa in terza divisione dopo la retrocessione della stagione 1979-1980, e conclusasi con una promozione).
Nel 1983 si trasferisce in Finlandia all'HJK, club della prima divisione locale, con cui rimane fino al 1984, giocandovi in totale 54 partite di campionato e vincendo anche una Coppa di Finlandia nel 1984. Con la formazione della capitale finlandese Wood gioca inoltre anche 4 partite nella Coppa dei Campioni 1982-1983. Dopo un fugace ritorno in patria (33 presenze in quarta divisione con l'Exeter City nel corso della stagione 1983-1984) si trasferisce poi all'Happy Valley, club della prima divisione di Hong Kong, con il quale gioca fino al 1985, anno in cui si trasferisce a Malta per giocare nella prima divisione locale con il Rabat Ajax, club campione nazionale in carica, con cui nella stagione 1985-1986 vince sia il campionato (il secondo consecutivo oltre che il secondo nella storia del club) che la coppa nazionale maltese (la prima nella storia del club), vincendo poi anche una supercoppa maltese nel 1986. Con i bianconeri Wood gioca inoltre ulteriori 4 partite in Coppa dei Campioni (2 nella Coppa dei Campioni 1985-1986 e 2 nella Coppa dei Campioni 1986-1987). Wood si ritira nel 1990, all'età di 36 anni, dopo aver trascorso complessivamente tre stagioni nella seconda divisione svedese rispettivamente con Grankulla e Gnistan.

### Allenatore
Inizia ad allenare nel 1996, come vice allenatore del Brighton in quarta divisione; mantiene tale ruolo fino al gennaio del 1999, quando l'allenatore dei Seagulls Brian Horton si dimette per andare ad allenare il Port Vale, e lui ne prende il posto: in tredici partite raccoglie però solamente 2 vittorie e 2 pareggi (con 9 sconfitte), che gli costano l'esonero. Inizia poi la stagione 2000-2001 come vice allenatore dei semiprofessionisti del Chesham Utd, per poi concludere la stagione stessa con un ruolo analogo agli Sliema Wanderers, nella prima divisione maltese: rimane in quest'ultimo club, ma come allenatore, anche per l'intera stagione 2001-2002, nella quale conquista un secondo posto in classifica in campionato e perde la finale della Coppa di Malta. Dopo aver trascorso la stagione 2002-2003 come vice allenatore dei semiprofessionisti dell'Harlow Town in Isthmian League, dal 2004 al 2006 lavora come allenatore di una scuola calcio spagnola legata al Charlton, il club in cui aveva iniziato a giocare. Successivamente riprende ad allenare nella stagione 2011-2012, nella quale è l'allenatore dei portieri del Norwich City, nella seconda divisione inglese; dal 2012 al 2013 ricopre invece un ruolo analogo nelle nazionali gallesi Under-17 ed Under-19, mentre nella stagione 2013-2014 è l'allenatore dei portieri del Luton Town, nella quinta divisione inglese.
Nel 2015 si trasferisce a Gibilterra per diventare il vice allenatore della nazionale locale; dopo pochi mesi viene promosso ad allenatore, incarico che mantiene fino al gennaio del 2018, raccogliendo un pareggio e 16 sconfitte nelle 17 partite ufficiali da lui allenate. Rimane poi a Gibilterra per alcuni mesi come allenatore della nazionale Under-17 e successivamente nella stagione 2018-2019 come allenatore del Manchester 62, club della prima divisione locale, con cui conclude però il campionato all'ultimo posto in classifica.

## Palmarès

### Giocatore

#### Competizioni nazionali
- Coppa di Finlandia: 1

HJK: 1984
- Campionato maltese: 1

Rabat Ajax: 1985-1986
- Coppa di Malta: 1

Rabat Ajax: 1985-1986
- Supercoppa di Malta: 1

Rabat Ajax: 1986